# Mohavacris timberlakei
Mohavacris timberlakei is een rechtvleugelig insect uit de familie Tanaoceridae. De wetenschappelijke naam van deze soort is voor het eerst geldig gepubliceerd in 1948 door Rehn.